# Pękosława
Pękosława – staropolskie imię żeńskie, złożone z członów Pęko- ("pęk, wiązka", ale pękać się – "rozpadać się, przestawać być całym") i -sława ("sława"). Mogło oznaczać "ta, której sława jest silna i oparta na wielu czynach", albo też "ta, której sława się rozpada".
Pękosława imieniny obchodzi 19 maja.
Męski odpowiednik: Pękosław.